# Michael Vermehren (Pastor)

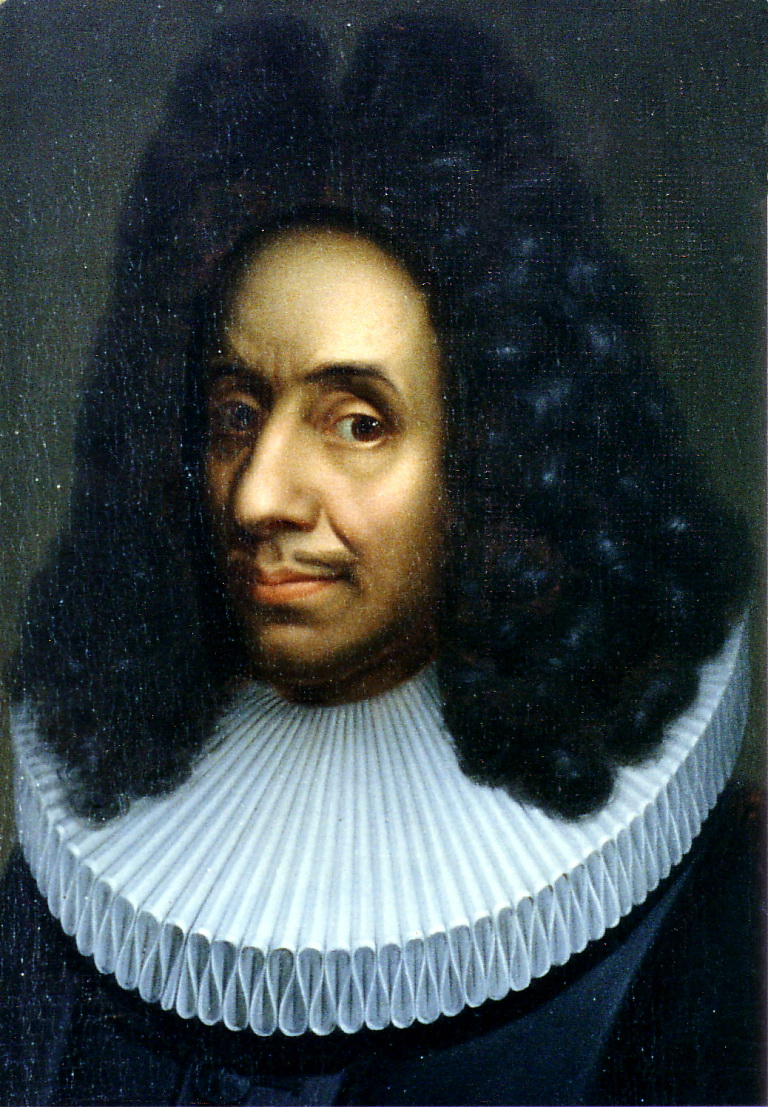
Michael Vermehren, Pastor an der St. Ägidien Kirche in Lübeck

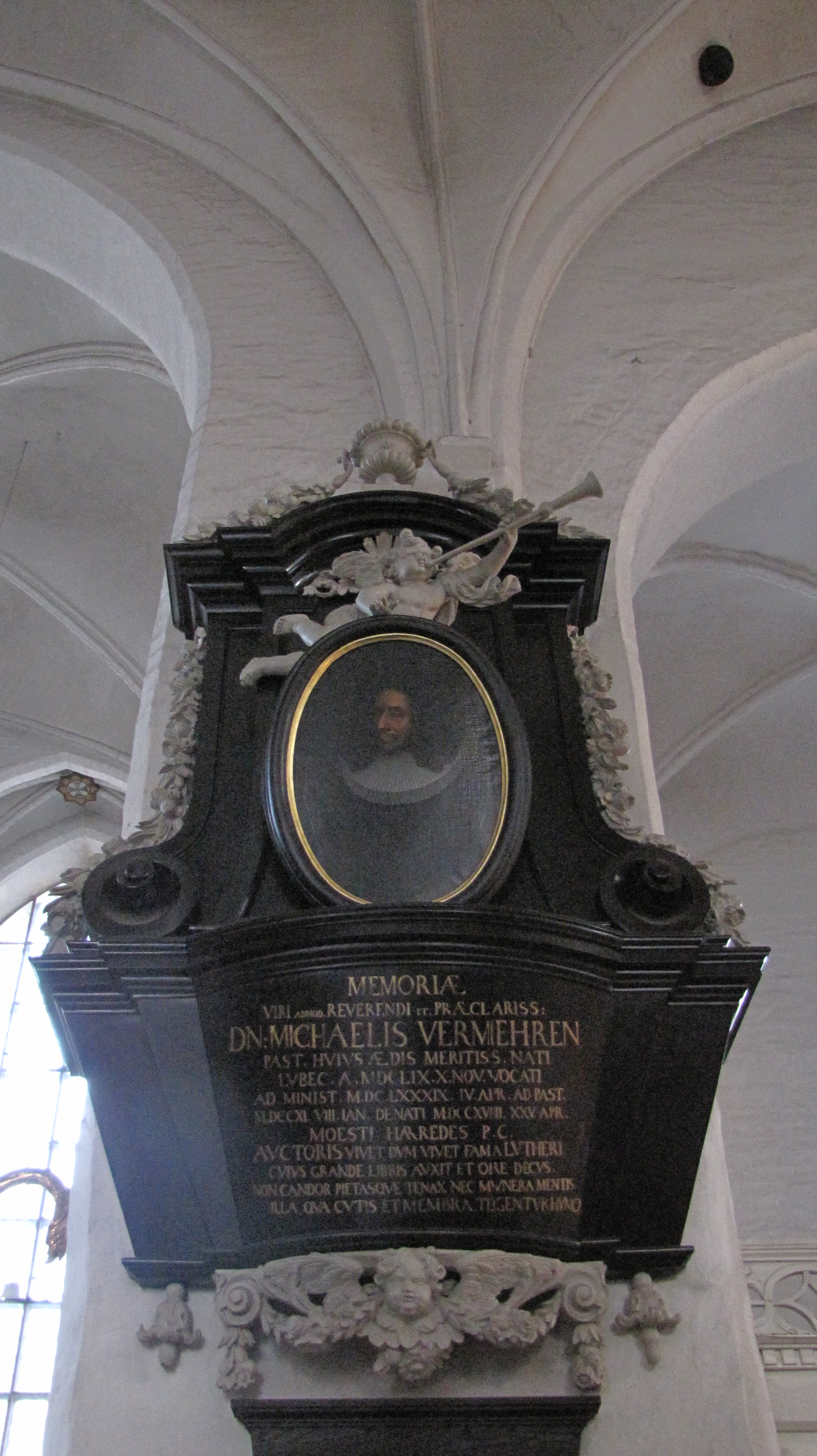
Epitaph in St. Aegidien

Michael Vermehren (* 10. November 1659 in Lübeck; † 25. April 1718 ebenda) war ein deutscher lutherischer Theologe.

## Leben und Wirken
Vermehren entstammte einer Familie, die um 1600 als Glaubensflüchtlinge aus Antwerpen über Stade nach Lübeck gekommen war. Sein Vater Paul Vermehren war Seidenhändler; der gleichnamige spätere sächsische Hofrat Paul Vermehren war sein Bruder.
Nach dem Besuch des Katharineums studierte er ab 1680 an den Universitäten Rostock und Straßburg Theologie. Das ihm von David Gloxin zugesprochene Schabbel-Stipendium versetzte ihn in die Lage, auch in Basel und bei Caspar Hermann Sandhagen in Lüneburg zu studieren. 1688 kehrte er nach Lübeck zurück und wurde im folgenden Jahr 1689 zum Prediger an die Aegidienkirche berufen; 1694 rückte er zum Archidiaconus (2. Pastor) und am 8. Januar 1711 zum Hauptpastor auf. Dieses Amt übte er bis zu seinem Tod aus. Seine Erben setzten ihm hier ein Epitaph, das sich heute am 3. Wandpfeiler des nördlichen Seitenschiffs befindet.
Von seinen Söhnen wurde Michael Gottlieb Vermehren (1699–1748) Jurist und 1743 Senator der Hansestadt Lübeck; Christian Vermehren (* 1. Mai 1695; † 22. November 1765) wurde Pastor an St. Petri und Pauli in Bergedorf; Johann Hinrich Vermehren (1701–1759) wurde Pastor in Altengamme (in der Nähe von Hamburg) von 1731–1782; Bernhard Vermehren (1706–1759) war Kaufmann in Lübeck und Mitglied des kaufmännischen Kollegiums der Stockholmfahrer; der jüngste Sohn Johannes Vermehren (1711–1784) war ebenfalls Theologe.

## Schriften
- De salutandis atque salutantibus ex epistolis D. Pauli Apostoli / disputabunt Jacobus de Mellen et Michael Vermehren. Rostochii: Keilenberg 1681
- Disputatio Theologica De Sermone Domini In Monte Matth. V. VI. VII. & Luc. VI. Argentorati: Spoor 1684
- Michaelis Vermehren, Triumphierendes Lutherthum, oder Schriftmäßige Betrachtung der wahren Christlichen Kirchen, wie dieselbige der drey-einige Gott samlet und bauet, und sie in allen Anläufen ihrer Feinde siegreich triumphiren lässet, um solche recht zu erkennen, damit sich niemand stossen möge an den Triumph und Glorreichen Sieg welchen die Römische Kirche über die Lutheraner sol erhalten haben, und aus der Feder Cornelii Hazarts ausgeblasen hat Johannes Ubelgun.[4] Mit einer Vorrede E. Ehrwürdigen Ministerii zu Lübeck. 1708